# 진로골드
진로골드(眞露 -, Jinro Gold)는 하이트진로에서 생산하는 소주 브랜드이다. 알코올 도수는 15.5도이다. 1993년 7월 27일에 출시되었다. 하이트진로에서 생산하는 다른 희석식 소주인 참이슬, 진로제이가 녹색 뚜껑을 사용하는 것과 달리, 진로골드는 빨간색 뚜껑을 사용한다.
2024년 3월 알코올도수를 15.5%로 낮추어 신제품을 출시했다.

## 같이 보기
- 참이슬
- 진로제이
- 즐겨찾기
- 처음처럼